# درخت خاکستری
درخت خاکستری (انگلیسی: Gray Tree) نقاشی رنگ روغنی از پیت موندریان است که سال ۱۹۱۱ کشیده شد. این نقاشی حاصل نخستین تجربه‌های موندریان در زمینهٔ کوبیسم است.
درخت خاکستری اکنون در خامنته‌موزیم دن هخ (موزه شهرداری) لاهه در هلند نگه‌داری می‌شود.